# مونتانا د لا روزا
مونتانا د لا روزا (انگلیسی: Montana De La Rosa؛ زادهٔ ۱۴ فوریهٔ ۱۹۹۵) ورزشکار هنرهای رزمی ترکیبی اهل ایالات متحده آمریکا است. وی از سال ۲۰۱۴ میلادی تاکنون مشغول فعالیت بوده‌است.